# Дзюба, Владимир Владимирович
Владимир Владимирович Дзюба (24 января 1947, Станислав — 11 февраля 2020, Винница) — советский футболист. Мастер спорта СССР (1974). Бронзовый призёр чемпионата СССР (1974).

## Биография
Начинал играть в футбол в Виннице, куда с семьёй переехал в 1962 году. Учился в 11-й школе.
Первый тренер — Владимир Сергеевич Ляпичев.
В составе винницкого «Локомотива» пять раз становился лучшим бомбардиром клуба и первым покорил рубеж в 100 забитых мячей.
В 1974 году результативного форварда пригласили в одесский «Черноморец», в составе которого он стал бронзовым призёром чемпионата СССР. Но, несмотря на это, сезон нападающему, забившему в высшей лиге всего два мяча, явно не удался, и в 1976 году он был вынужден уехать из Одессы в родную Винницу.
В 1977—1978 гг. защищал цвета команды Группы советских войск в Польше, после чего завершил активную игровую карьеру в «Ниве».
Тренировал любительскую команду «Подолье» (Кирнасовка).
В 1995 году был избран президентом Федерации футбола Винницкой области, проработав в этой должности 12 лет. Также был заместителем главы Винницкой областной организации ФСТ «Спартак».
Инспектировал матчи чемпионата Украины по футболу.